# Where the Worst Begins
Where the Worst Begins è un film muto del 1925 diretto da John McDermott.

## Trama
Jane Brower vorrebbe lasciarsi alle spalle la vita del West per trasferirsi a New York. Capitata a un party organizzato nel vagone privato di un milionario, August Van Dorn, ne rapisce il figlio Donald per chiedere un riscatto. Mentre lei sta negoziando con il vecchio van Dorn, due banditi rapiscono Donald. Ma il giovanotto riesce a scappare. I banditi rapiscono anche la ragazza che però viene salvata dall'intervento di Donald il quale, innamorato di lei, era tornato indietro alla sua ricerca. I due giovani, riuniti, cominciano a progettare un futuro in comune, pensando di passare la luna di miele a New York.

## Produzione
Il film fu prodotto dalla Co-Artists Productions.

## Distribuzione
Distribuito dalla Truart Film Co., il film uscì nelle sale cinematografiche USA il 1º novembre 1925.
Copia del film viene conservata all'UCLA Film and Television Archive.